# 瀬乃ゆいか
瀬乃 ゆいか（せの ゆいか、1991年12月5日 - ）は、日本のAV女優。ライフプロモーション所属。
出身地:神奈川県。血液型:O型。身長:153cm。スリーサイズ:B84(C-70)・W58・H84cm。

## 略歴
- 2011年4月に「初裸 virgin nude」でイメージビデオ出演。
- 2011年5月に『初恋少女 瀬乃ゆいか 4時間デビュー』でh.m.pよりAVデビュー[2]。

## 人物
- 趣味:音楽鑑賞、特技:水泳[2]
- デビューのきっかけはスカウトだった[2]。
- 初体験は高校1年生の時で、相手はそのとき付き合っていた彼氏。自分から告白した人だった[2]。
- デビュー前の経験人数は4人で全員彼氏だった[2]。

## 出演作品

### イメージビデオ
- 初裸 virgin nude（2011年4月14日、グラッツコーポレーション）

### アダルトビデオ
2011年
- 初恋少女 瀬乃ゆいか 4時間デビュー （5月6日、h.m.p）[1]
- 思春期クラスメイト （6月3日、h.m.p）[1]
- やりすぎ家庭教師 （7月1日、h.m.p）[1]
- 何されてもカメラ目線で見つめながらセックス…。 （8月5日、h.m.p）[1]
- 白濁 初中出し&大量顔射ぶっかけ （9月2日、h.m.p）
- 素人初写デートびより。 04 （10月1日、フルセイル）
- すっぴん （10月5日、ドリームチケット）
- 東京中出し女子校生 38 （10月14日、S級素人）
- 働くオンナ 2 VOL.11 欲求不満オナニー大好き童顔事務員 都内某IT会社 事務 入社一年目 （10月20日、プレステージ）
- 敏感おもらし少女 （10月20日、ピーターズ）
- エッチした後どーしたい? プライベート★まったりデート （11月4日、h.m.p）
- 援交 転校生 ゆいか （11月11日、アップス）
- 超高級ロリソープ （11月20日、ピーターズ）